# Prinzip von St. Venant

Prinzip von St. Venant

Das Prinzip von Saint-Venant (nach Adhémar Jean Claude Barré de Saint-Venant) stellt eine Vereinfachung für die Festigkeitsberechnung von Bauteilen dar. Es besagt, dass an Stellen, an welchen eine Krafteinleitung erfolgt, örtliche unregelmäßige Spannungsverteilungen berechnungsmäßig vernachlässigt werden können, da sie sehr schnell abklingen.
Vollständige Formulierung:
Wenn die auf einen kleinen Teil der Oberfläche eines elastischen Körpers wirkende Kraft durch ein äquivalentes Kräftesystem ersetzt wird, ruft diese Belastungsumverteilung wesentliche Änderungen nur bei den örtlichen Spannungen hervor: nicht aber in Bereichen, die groß sind im Vergleich zur belasteten Oberfläche.
Aus diesem Grund wird bei einem Zugstab im Zugversuch die Dehnung nur im mittleren Bereich gemessen, da hier in der Querschnittsfläche eine konstante Spannung herrscht. Die Spannungsoptik gibt hiervon ein anschauliches Bild.
In der praktischen Festigkeitslehre werden nur solche Bereiche eines Bauteiles berechnet, an denen keine äußeren Kräfte wirksam sind.
Weiter quantifizierbar wird das Prinzip von Saint-Venant durch Betrachtungen von Stepan Tymoschenko. Beispielsweise lässt sich beim Biegebalken eine Abklinglänge für die Spannungen definieren, die etwa dem Balkendurchmesser entspricht.  